# Cyclotypus latissimus
Cyclotypus latissimus är en skalbaggsart som beskrevs av Sharp 1882. Cyclotypus latissimus ingår i släktet Cyclotypus och familjen palpbaggar. Inga underarter finns listade i Catalogue of Life.